# O Schwöre nicht
O Schwöre nicht est une mélodie pour voix et piano de Nadia Boulanger composée en 1908 sur un poème de Heinrich Heine.

## Présentation
O Schwöre nicht (ou « Ne jure pas » en français) est composé en 1908. La mélodie, pour voix et piano, est écrite sur un poème de Heinrich Heine extrait des Liebesgedichte (traduction française de Michel Delines).
L'incipit de l'œuvre est : « O Schwöre nicht und küsse nur ».
Les manuscrits autographes de la mélodie, conservés à la BnF (Ms. 19515) et à la Fondation internationale Nadia et Lili Boulanger, portent respectivement les dates « 1908. Paris » et « 10 mars 1908, Paris ».
La partition existe sous forme d'épreuves corrigées J. Hamelle (sans cotage), mais aucun exemplaire définitif n'a été retrouvé. Avec le déclenchement de la Première Guerre mondiale, l'édition de la partition est restée en suspens, jusqu'à une publication par Alphonse Leduc en 2017 au sein du recueil Mélodies pour voix moyenne, vol. 2 (AL 30 752). 

## Commentaires
O Schwöre nicht est d'une durée moyenne d'exécution de deux minutes environ.
L'œuvre fait partie, avec Was will die einsame Thräne et Ach, die Augen sind es wieder, d'un triptyque de trois mélodies en allemand composées par Nadia Boulanger en 1908 sur des poèmes de Heinrich Heine,. La musicologue Alexandra Laederich relève que c'est « la seule fois que la compositrice fait référence aux grands lieder romantiques car ses sources d'inspiration poétiques sont plutôt symbolistes [...] et surtout contemporaines ».
Dans le catalogue des œuvres de la compositrice établi par Alexandra Laederich, la pièce porte le numéro NB 22.

## Discographie
- Mademoiselle - Première Audience : Unknown Music of Nadia Boulanger, Alek Shrader (ténor) et Lucy Mauro (piano), Delos DE 3496, 2 CD, 2017[5] — premier enregistrement mondial.
- Les heures claires : The Complete Songs : Nadia & Lili Boulanger, Lucile Richardot (mezzo-soprano) et Anne de Fornel (piano), Harmonia Mundi HMM 902356.58, 3 CD, 2023[6].